# Émile Cornic
Émile A. Y. Cornic (Sucy-en-Brie, 23 dicembre 1894 – Brest, 20 agosto 1964) è stato uno schermidore francese, vincitore di una medaglia d'argento nella scherma ai giochi olimpici.